# Solpuga brunnipes
Solpuga brunnipes är en spindeldjursart som först beskrevs av Dufour 1861.  Solpuga brunnipes ingår i släktet Solpuga och familjen Solpugidae. Inga underarter finns listade i Catalogue of Life.